# Alexander Dmitrijewitsch Ulybyschew
Alexander Dmitrijewitsch Ulybyschew (russisch Александр Дмитриевич Улыбышев; * 2. Januarjul. / 13. Januar 1794greg. auf dem Familienlandgut Lukino (Rajon Bogorodsk); † 24. Januarjul. / 5. Februar 1858greg. ebenda) war ein russischer Literat und Musikkritiker.

## Leben
Ulybyschews Vater war russischer Botschafter im Kurfürstentum Sachsen und Königreich Sachsen, so dass Ulybyschew bis zum Alter von 16 Jahren mit der Familie in Dresden lebte.
Ulybyschew legte in St. Petersburg die Prüfungen für den Eintritt in den Zivildienst ab. Im August 1812 trat er seinen Dienst in der Kanzlei des Finanzministers an. Ein Jahr später kam er in die Kanzlei für Bergbau- und Salz-Angelegenheiten. Ab April 1816 arbeitete er im Kollegium für auswärtige Angelegenheiten.
Ulybyschew nahm an den Treffen der 1819–1820 existierenden Literatengesellschaft Seljonnaja Lampa (Grüne Lampe) teil, die sich regelmäßig in ihrem Versammlungsraum mit grüner Lampe im Hause Nikita Wsewoloschskis traf und zum Wohltätigkeitsverband der Dekabristen gehörte. Mitglieder der Grünen Lampe waren Jakow Tolstoi (Vorsitz), Alexander Puschkin, Anton Delwig und  die Dekabristen Sergei Trubezkoi, Fjodor Glinka und Pjotr Kawerin. An den Versammlungen nahmen auch Nikolai Gneditsch, Dmitri Dolgorukow, Dmitri Barkow, Arkadi Rodsjanko und Wassili Engelhardt teil. Dort trug Ulybyschew 1819 seine Utopie Son in französischer Sprache vor. 1816–1824 arbeitete er mit der Zeitung Le conservateur impartial zusammen, die seine Musik- und Literaturkritiken druckte. 1825–1830 war er Redakteur des Journal de St.-Pétersbourg. Er übersetzte aus dem Französischen ins Russische.
Im März 1828 wurde Ulybyschew zum Staatsrat (5. Rangklasse) ernannt. Im September 1830 nach dem Tod des Vaters ging Ulybyschew auf eigenen Antrag in den Ruhestand und ließ sich auf dem Familiensitz Lukino nieder. In den nächsten 10 Jahren kam er nur zum Jahrmarkt und zu gesellschaftlichen Ereignissen nach Nischni Nowgorod. Ab 1841 lebte er in seinem Haus in Nischni Nowgorod.

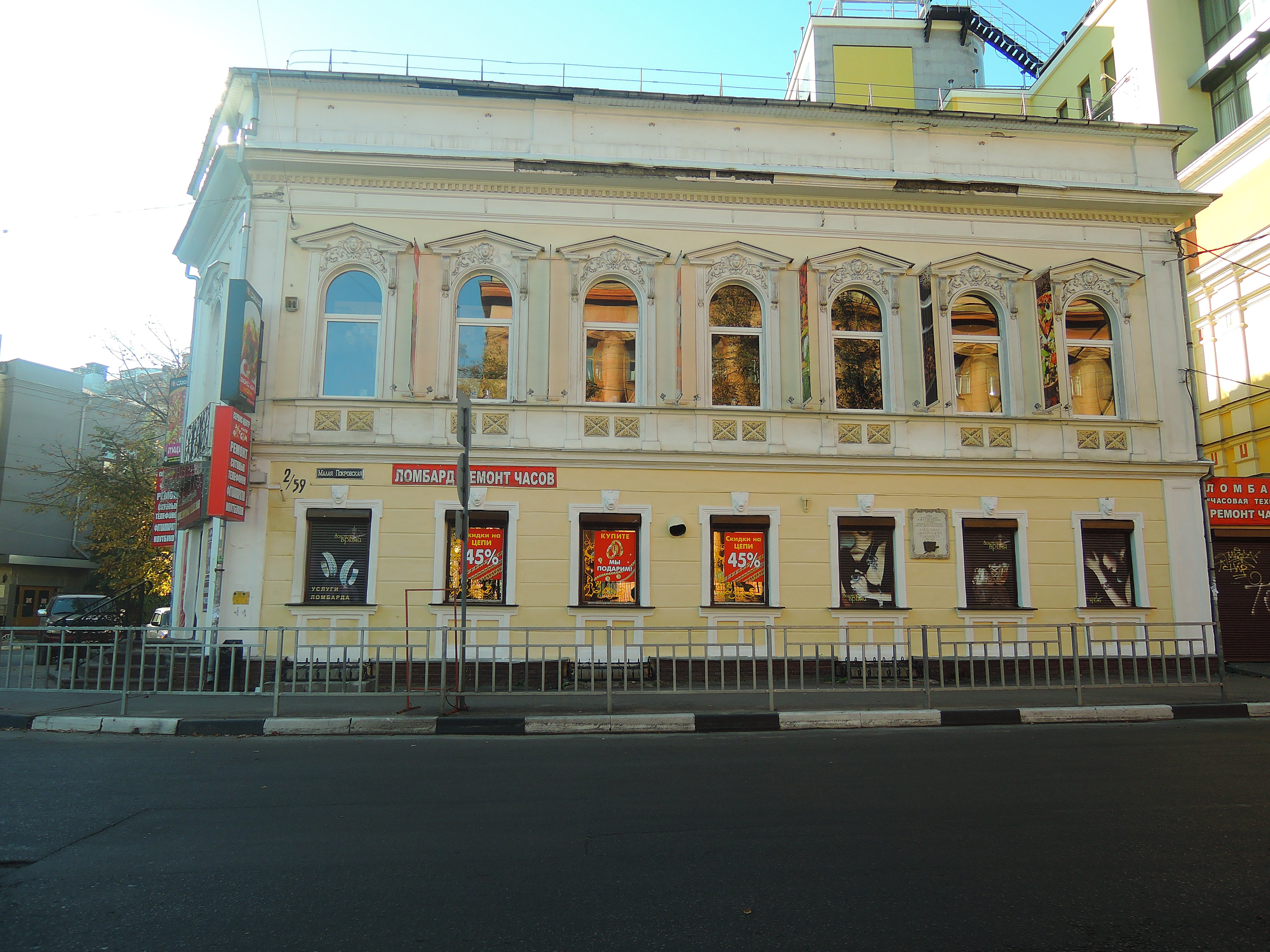
Ulybyschews Haus, Malaja Pokrowskaja 2-59, Nischni Nowgorod

Ulybyschew verfasste das Mozart-Werk Nouvelle biographie de Mozart, suivie d’un aperçu sur l’histoire générale de la musique et de l’analyse des principaux ouvrages de Mozart, das 1843 in Moskau erschien und internationale Aufmerksamkeit erregte. Darauf schrieb Wilhelm von Lenz ein Buch über Beethoven mit polemischen Anmerkungen zu Ulybyschews Mozart-Buch, das 1851 erschien. Ulybyschew antwortete mit dem Buch Beethoven, ses critiques et ses glossateurs, das 1856 in Leipzig erschien und negativ bewertet wurde. Ulybyschew schrieb auch Dramen, Komödien, Satiren und Possen. Sein Drama in 5 Akten Raskolniki schrieb er 1850. Es wurde 1886 im Russki Archiw gedruckt. Ulybyschews Mozart-Werk wurde von Modest Tschaikowski ins Russische übersetzt und 1890 veröffentlicht mit Anmerkungen und einem Aufsatz über Leben und Werk Ulybyschews von German Larosch.
An Theatertagen (Sonntag, Dienstag, Mittwoch, Freitag) verbrachte Ulybyschew die Abende immer im Theater. Donnerstags und sonnabends gab es die Quartetttreffen, bei denen Ulybyschew die 1. Geige spielte. Den Klavier-Part übernahm der Sohn Carl Traugott Eisrichs Karl Karlowitsch Eisrich, dessen Schüler Mili Balakirew ihn oft vertrat. Häufig wurden Mozarts Stabat mater, Requiem und andere große Werke aufgeführt. Ulybyschews Haus stand allen bekannten Musikern offen. Alexander Serow wohnte nach seinem 1835 abgeschlossenen Jurastudium lange bei Ulybyschew. An Adelsversammlungen nahm Ulybyschew nie teil.
Ulybyschew war mit Warwara Alexandrowna geborene Olsufjewa verheiratet. Ihr einziger Sohn Nikolai ging nach begonnenem Studium an der Universität Kasan nach dem Willen des Vaters in den Militärdienst und wurde Offizier im Kaukasus. Ihre Tochter Natalja heiratete den Nischni Nowgoroder Schuldirektor Konstantin Iwanowitsch Sadokow. Ulybyschews Schwester Jekaterina Dmitrijewna verheiratete Panowa war der erste philosophische Brief Pjotr Tschaadajews gewidmet. Die andere Schwester Jelisaweta Dmitrijewna Ulybyschewa war Schriftstellerin. Sein Bruder Wladimir Dmitrijewitsch Ulybyschew war Professor am St. Petersburger Institut des Verkehrsingenieurkorps.
Nach Ulybyschews Testament erhielt Balakirew zwei Geigen und die Notensammlung Ulybyschews. Die Bibliothek und die Manuskripte gingen an Jekaterina Panowa.

## Ehrungen, Preise
- Orden des Heiligen Wladimir IV. Klasse (1821)
- Russischer Orden der Heiligen Anna II. Klasse (1823), dazu Diamantabzeichen (1826)